# Aktionärsquote
Die Aktionärsquote gibt den Anteil von Aktionären an der Gesamtbevölkerung an. In Deutschland ist diese Kennziffer kein Bestandteil der amtlichen Statistik, sondern wird im Auftrag des Deutschen Aktieninstituts in einer jährlichen repräsentativen Umfrage erhoben.

## Aktionärsquote in Deutschland
Das Deutsche Aktieninstitut definiert die Aktionärsquote als Anteil der Aktienbesitzer an der Bevölkerung über 14 Jahre. Dabei wird der Besitz von Aktien ebenso berücksichtigt wie der von Anteilen an Fonds, die ihr Fondsvermögen ganz oder zum Teil in Aktien investieren. Außen vor bleiben dagegen alle Formen der Kapitalanlage in Aktien durch Versicherungen wie beispielsweise (Lebensversicherungen).
Ermittelt wird die Aktionärsquote einmal jährlich im Auftrag des Deutschen Aktieninstituts durch eine repräsentative Umfrage des (Marktforschungsunternehmens) TNS Infratest. Hierzu werden jährlich ca. 28.000 Anleger im Alter von mindestens 14 Jahren zufällig ausgewählt und in einem persönlichen Interview nach ihren Anlageverhalten befragt. Durch diese Erhebungsmethode sind die ermittelten Aktionärsquoten grundsätzlich mit statistischer Unsicherheit behaftet, können also von den tatsächlichen Aktionärsquoten abweichen.
Die zentrale Kennziffer der Erhebung ist die Aktionärsquote, die direkte Aktionäre und Fondsbesitzer berücksichtigt. Daneben werden auch Teilgrößen veröffentlicht, darunter der Anteil von Belegschaftsaktionären.

### Zeitliche Entwicklung der Aktionärsquote
Die Aktionärsquote schwankt im Zeitablauf deutlich. Die Schwankungen werden getrieben durch die Zyklen der Börse. Gerade Kleinaktionäre steigen im Laufe der Hausse in Aktienanlagen ein und verlassen mit der Baisse den Aktienmarkt wieder. In den letzten Jahren ist ein Zuwachs der Aktionärsquoten in Deutschland erkennbar.
| Jahr | in Aktien insgesamt | in Fonds/ETFs insgesamt | gesamt |
| ---- | ------------------- | ----------------------- | ------ |
| 1997 | 6,2 %               | 3,6 %                   | 8,9 %  |
| 1998 | 7,1 %               | 5,0 %                   | 10,7 % |
| 1999 | 7,8 %               | 7,4 %                   | 12,9 % |
| 2000 | 9,7 %               | 13,1 %                  | 18,5 % |
| 2001 | 8,9 %               | 15,2 %                  | 20,0 % |
| 2002 | 7,8 %               | 13,4 %                  | 18,0 % |
| 2003 | 7,8 %               | 12,7 %                  | 17,3 % |
| 2004 | 7,1 %               | 12,1 %                  | 16,2 % |
| 2005 | 7,3 %               | 12,4 %                  | 16,6 % |
| 2006 | 6,5 %               | 12,2 %                  | 15,8 % |
| 2007 | 6,2 %               | 12,3 %                  | 15,9 % |
| 2008 | 5,5 %               | 11,0 %                  | 14,4 % |
| 2009 | 5,6 %               | 10,2 %                  | 13,6 % |
| 2010 | 5,6 %               | 9,3 %                   | 12,9 % |
| 2011 | 6,0 %               | 9,5 %                   | 13,1 % |
| 2012 | 7,0 %               | 10,2 %                  | 14,7 % |
| 2013 | 7,1 %               | 9,5 %                   | 13,8 % |
| 2014 | 6,4 %               | 9,3 %                   | 13,1 % |
| 2015 | 6,8 %               | 9,5 %                   | 14,0 % |
| 2016 | 6,8 %               | 9,8 %                   | 14,0 % |
| 2017 | 7,7 %               | 11,2 %                  | 15,7 % |
| 2018 | 7,1 %               | 12,2 %                  | 16,2 % |
| 2019 | 6,5 %               | 11,2 %                  | 15,2 % |
| 2020 | 7,6 %               | 13,2 %                  | 17,5 % |
| 2021 | 7,3 %               | 12,6 %                  | 17,1 % |
| 2022 | 7,4 %               | 14,9 %                  | 18,3 % |
| 2023 | 6,7 %               | 14,7 %                  | 17,6 % |
| 2024 | 5,9 %               | 14,9 %                  | 17,2 % |

Anmerkungen
1. ↑  Anteil der Aktienanleger ab 14 Jahre an der Bevölkerung in Prozent
2. ↑  Die Gesamtzahl ist geringer als die Summe der beiden Kategorien, da es auch Aktienanleger gibt, die Aktien und Fonds/ETFs besitzen.

### Aktionärsquote nach sozialen Gruppen
Die Aktionärsquote ist nicht über alle Bevölkerungsgruppen gleich verteilt.
Bei der beruflichen Position war der Anteil an Aktionären 2013 besonders hoch unter leitenden Angestellten und leitenden Beamten (29,5 % bzw. 29,4 %). Unter Selbständigen und Freiberuflern lag die Quote bei 28,3 %, unter sonstigen Beamten besaßen zu 27,7 Prozent Aktien. Lehrlinge, Schüler und sonstige Arbeiter waren dagegen mit Anteilen von unter vier Prozent praktisch überhaupt nicht am Aktienmarkt engagiert.
Darüber hinaus hängt die Aktienorientierung auch mit dem Bildungsgrad zusammen. Unter Menschen mit (Fach-)Abitur lag der Anteil der Aktionäre 2013 bei 25,9 %. Bei Menschen mit mittlerer Reife lag der Anteil bei 11,8 %. Unter Hauptschulabsolventen waren 6,5 % Aktionäre zu finden.
Auch starke regionale Unterschiede sind zu verzeichnen. In den westdeutschen Bundesländern waren 19,2 % am Aktienmarkt aktiv, in den ostdeutschen Bundesländern waren es 10,8 %. Ein großer Unterschied besteht hierbei vor allem beim direkten Aktienbesitz, während Unterschiede beim Fondsbesitz gering ausfallen.
Vor allem junge Menschen investieren zunehmenden in Aktien und ETFs. Mittlerweile wird davon ausgegangen, dass 35 % der 14- bis 39-Jährigen einen ETF-Sparplan besitzen, während es in der Alterskohorte der über 40-Jährigen gerade einmal 17 % sind.

### Ordnungspolitische Bewertung
Da Aktien als Geldanlage langfristig eine höhere Rendite (wenn auch mit höherem Risiko) erwarten lassen, wird eine Konzentration der Aktien auf wohlhabende Gesellschaftsschichten sozialpolitisch als problematisch angesehen. Auch besteht die Vorstellung, dass „die auf privatem Eigentum an Produktivmitteln beruhende Wirtschaftsordnung gefestigt wird, wenn eine breite Schicht von Eigentümern diese Ordnung trägt“.
Seit den 60er Jahren und verstärkt in den 80er Jahren werden daher in Deutschland Maßnahmen zur Erhöhung der Aktionärsquote bei Nicht-Selbständigen und niedrigen Einkommensgruppen durchgeführt:
- Förderung von Belegschaftsaktien
- Herausgabe von Volksaktien
- Förderung von Aktienfonds als Vermögenswirksame Leistungen

## Aktionärsquote in Österreich
Das „Aktienbarometer“ ist eine seit 2023 jährlich durchgeführte Studie, die das Anlageverhalten der österreichischen Bevölkerung untersucht. Beauftragt von der Industriellenvereinigung (IV), dem Aktienforum und der Wiener Börse, wird die Erhebung von der Peter Hajek Public Opinion Strategies GmbH durchgeführt. Ziel ist es, den Besitz und das Interesse an Wertpapieren wie Aktien, Anleihen und Fonds zu analysieren sowie Erkenntnisse über die Kapitalmarktorientierung der Bevölkerung zu gewinnen. Die Studie dient als Benchmark für den Wertpapierbesitz in Österreich und liefert wichtige Daten für wirtschaftspolitische Diskussionen.
Die Ergebnisse des Aktienbarometers zeigen einen kontinuierlichen Anstieg des Wertpapierbesitzes in Österreich. Im Jahr 2023 besaßen etwa 27 % der Bevölkerung Wertpapiere, während dieser Anteil im Jahr 2024 auf 30 % stieg, was rund 2,3 Millionen Menschen entspricht. Hauptmotive für Investitionen sind der langfristige Vermögensaufbau, Werterhalt und zunehmend die private Altersvorsorge. Trotz dieser positiven Entwicklung bestehen weiterhin Unterschiede zwischen Geschlechtern und Einkommensgruppen, was auf die Notwendigkeit einer verstärkten Finanzbildung hinweist.
| Jahr | Anleihen | Fonds/ETFs | Aktien | Gesamt % | Gesamt in Mio |
| ---- | -------- | ---------- | ------ | -------- | ------------- |
| 2022 | 6 %      | 19 %       | 13 %   | 25 %     | 1,9 Millionen |
| 2023 | 9 %      | 20 %       | 14 %   | 27 %     | 2,1 Millionen |
| 2024 | 8 %      | 21 %       | 16 %   | 30 %     | 2,3 Millionen |

## Aktionärsquote im internationalen Vergleich
Auch im internationalen Vergleich weichen die Aktionärsquoten in verschiedenen Ländern deutlich voneinander ab.
| Land        | Anteil 2011 | Anteil 2016 |
| ----------- | ----------- | ----------- |
| Deutschland | 7,0 %       | 6 %         |
| Österreich  | 5,0 %       | 7 %         |
| Schweden    | 17,2 %      | 19 %        |
| UK          | 23 %        | 23 %        |
| USA         | 56 %        | 25 %        |
| Schweiz     | 20,4 %      | 20 %        |
| Finnland    | 15 %        | -           |

Hauptgrund für diese Unterschiede sind
- Unterschiedliche Anlagekultur (und Unternehmensfinanzierungskultur)
- Kapitalgedeckte Altersvorsorgesysteme in den Ländern mit hoher Aktionärsquote